# Bosson (artist)
Bosson, artistnamn för Erik Staffan Olsson, född 21 februari 1969, är en svensk musiker, popsångare och kompositör.

## Biografi
1994 fick den svenska TV-publiken stifta bekantskap med Bosson, då under sitt riktiga namn Staffan Olsson, när han deltog i programmet Sikta mot stjärnorna i TV4, där han föreställde Michael Jackson och framförde hans låt Black or White. 1993–1995 bildade Bosson, tillsammans med två vänner, gruppen Elevate. De släppte tre hitsinglar som spelades en del i Sverige och Israel. I slutet av 1990-talet kände han att det var dags att stå på egna ben, och 1997 spelade han in solosingeln Baby Don't Cry. Det blev början på hans framgång som soloartist och i samma veva tog han artistnamnet Bosson, vilket han kom på genom att hans pappa heter Bo och han är Bos son. 1997 släppte Bosson även sitt första album, The Right Time.
Början på den internationella karriären kom 1999 när radiostationen KIIS-FM i Los Angeles, den näst största radiostationen i USA, började spela låten We Live. Det gav honom ett skivkontrakt med Capitol Records i USA och tog honom på turnéer i USA och Europa med Britney Spears och LFO, och senare även med Kylie Minogue.
Hans stora internationella genombrott kom 2001 med låten One In A Million, som var ledmotivet till filmen Miss Secret Agent (2000) med Sandra Bullock. Låten blev Golden Globe-nominerad för bästa originallåt i film 2001 i samma kategori som Bob Dylan, Sting, Björk och Garth Brooks.
2001 släppte Bosson även albumet One In A Million, som inkluderar hitlåtar som One in a million, I Believe, Where Are You och We Live.
Låten One In A Million blev en stor hit i ett antal länder i Europa och Asien och gick upp som nummer 1 i länder som Schweiz, Norge, Sydafrika och Singapore.
År 2003 släppte Bosson sitt tredje album, Rockstar, där låtar som You Opened My Eyes, A Little More Time och I Need Love blev framgångsrika singlar. 
2004 ställde Bosson upp i Melodifestivalen med låten Efharisto och tog sig till Andra chansen. 
2005 besökte Bosson Kina på promotionresa med den svenska sångerskan Denise Lopez, där han spelade in låten Do You Love Me or Not, en cover på bandet Zero Points låt.
Efter en del turnerande i Ryssland och Östeuropa släppte Bosson singlarna What if I 2006 och You 2007. Även det efterföljande albumet Future’s Gone Tomorrow, Life Is Here Today släpptes 2007. Andra kända låtar från det albumet är Believe In Love och I Can Feel Love.
2009 åkte Bosson till Sydafrika och gjorde ett par bejublade konserter. Han spelade in en duettversion av hitlåten One In A Million med den sydafrikanska sångerskan Elizma Theron, som de sedan framförde vid konserterna i nöjesstaden Carnival City.
Genom åren har Bosson också skrivit låtar till andra artister som gitarristen Al DeMiola (Never Never Never) och sångerskan Amy Grant. Han har fått ta emot flera priser utomlands, bland annat för bästa nykomling i Singapore 2001 och för Bästa utländska akt i Ukraina 2008 och flera radioutmärkelser i Östeuropa.
2011 inleddes arbetet med ett nytt album och även ett sidoprojekt. Första singeln från albumet heter Guardian Angel. 

## Diskografi

### Album
- "The Right Time" (1999)
- "One In A Million" (2001)
- "Rockstar" (2003)
- "Future's Gone Tomorrow, Life Is Here Today" (2007)

### Singlar
- "Baby Don't Cry" (1997)
- "The Right Time" (1998)
- "New Millennium" (1999)
- "We Live" (1999)
- "Where Are You" (2000)
- "One in a Million" (2001)
- "I Believe" (2001)
- "Over The Mountains" (2001)
- "This Is Our Life" (2002)
- "You Opened My Eyes" (2003)
- "A Little More Time" (2003)
- "Efharisto" (2004)
- "Falling In Love" (2004)
- "I Need Love" (2004)
- "You" (2006)
- "What If I" (2006)
- "I can feel love" (2007)
- "You (soft version)" (2007)
- "Believe in love" (2007)
- "Guardian Angel" (2011)